# Stade Hassan II
Le stade Hassan II (en arabe : ملعب الحسن الثاني) est un futur stade de football prévu à El Mansouria, dans la province de Benslimane, à 34 kilomètres au nord de Casablanca. Il est prévu d'être le plus grand stade de football du monde.
Une fois achevé en 2028, il servira de domicile à l'équipe du Maroc de football et aux deux plus grands clubs marocains, le Raja Club Athletic et le Wydad Athletic Club, remplaçant le Stade Mohammed V. Avec un budget prévisionnel de 5 milliards MAD, le stade aura une capacité de 115 000 spectateurs, ce qui en fera le plus grand stade de football au monde.
Le projet initial était prévu pour la Coupe du monde 2010, mais le Maroc a perdu au profit de la candidature de l'Afrique du Sud. Quelques années plus tard, c'était l'un des quatorze stades que composait la candidature du Maroc à l'organisation de la Coupe du monde 2026 et aurait accueilli les matchs d'ouverture et la finale, mais le vote a favorisé la candidature nord-américaine du Canada, du Mexique et des États-Unis. Sa construction est finalement confirmée en octobre 2023 après l'annonce de l'organisation du Maroc, conjointement avec l'Espagne et le Portugal, de la Coupe du monde 2030.

## Histoire

### Un projet en dents de scie

#### Projet de 2004
Le projet était initialement compris dans la candidature du Maroc à l'organisation de la Coupe du monde 2010 qui prévoyait 9 stades dans les grandes villes du Royaume avec une capacité totale de 459 000 places. Le 15 mai 2004 à Zurich, la candidature de l'Afrique du Sud remporte le vote avec 14 voix à 10.
Trois ans plus tard, alors que les stades de Agadir, Marrakech et Tanger sont en construction, celui de Casablanca est tombé aux oubliettes. Pourtant, Saâd Kettani, président de Morocco 2010, avait assuré, à la veille du vote, que tous les projets de stades annoncés seraient maintenus.

#### Projet de 2010-2011
Le 17 mars 2010, l'agence casablancaise Archi Design et l'agence parisienne SCAU remportent le concours international pour le Grand stade de Casablanca. D'une capacité de 80.000 places, il est prévu à Sidi Moumen et son architecture est inspiré d'une rose des sables. Il doit être livré en 2013.
Deux semaines après, un communiqué conjoint des ministères de la Jeunesse et des Sports et de l'Equipement et du Transport annonce qu'il n'y aura pas de suite à ce concours. Le transfert du stade a été justifié par "des raisons de réaménagement des priorités relatives aux équipements sportifs et de meilleure prise en compte des contraintes urbanistiques de la région en général et du site en particulier". En plus de la rareté du foncier, les études géotechniques ont démontré la non-faisabilité du projet à Sidi Moumen dont le sol a été fragilisé par la longue activité de l'ancienne carrière de pierre.
Le 15 octobre 2010, Tit Mellil est le nouveau emplacement que le ministère de la Jeunesse et des Sports vient de valider pour l'implantation du stade.
Le 23 novembre 2010, un nouveau concours d'architecture est lancé. Le 15 septembre 2011, le jury choisit le cabinet Space Group Co Ltd, Said Belahmer. Le stade est prévu cette fois-ci dans la commune de Lahraouyine, dans la province de Mediouna. Après deux ans au point mort, le début du chantier est attendu pour 2014, le financement du stade figure même dans la loi de finances 2014.

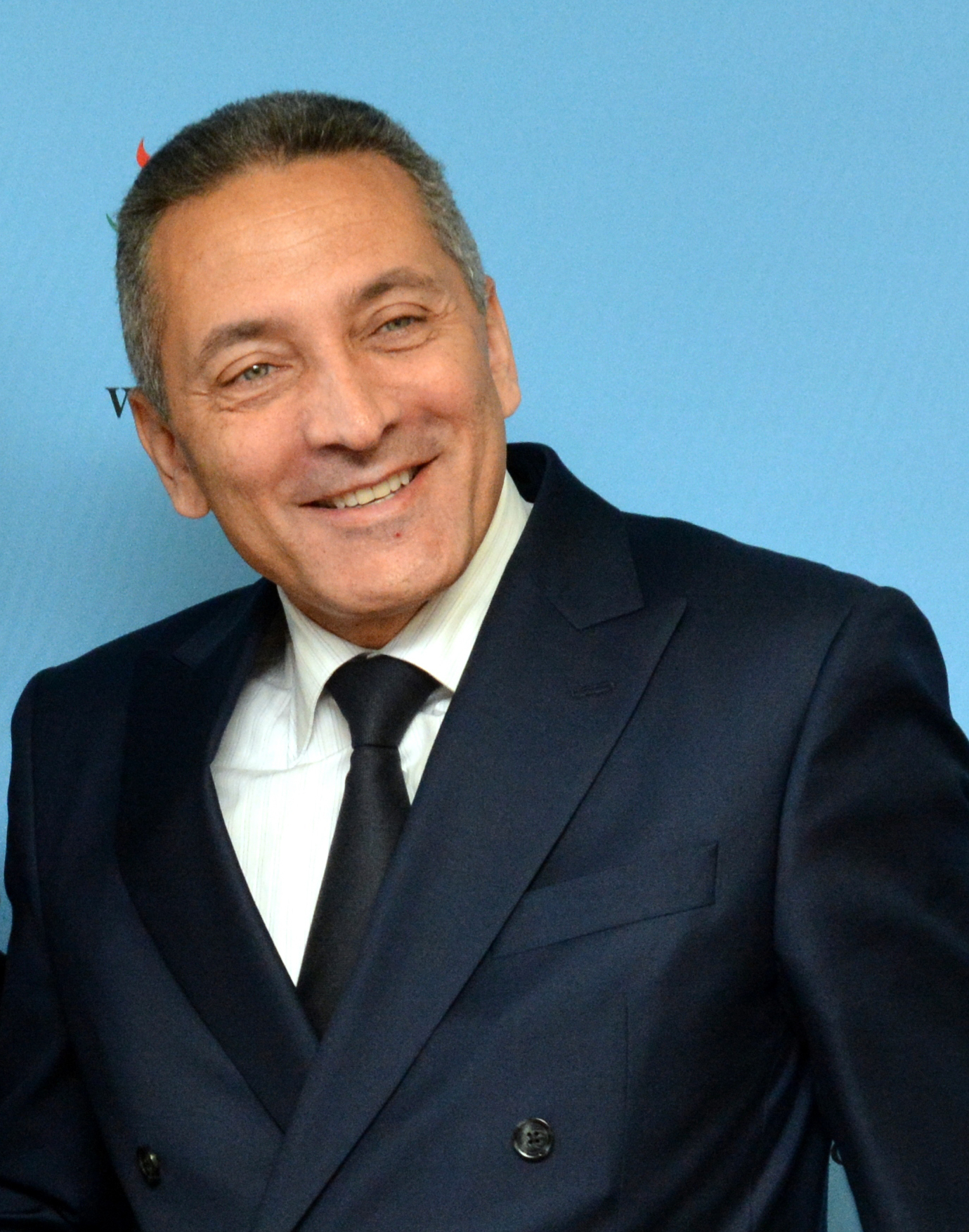
Moulay Hafid Elalamy, président du Comité Coupe du monde 2030

#### Projet de 2018
Plus rien de concret ne sera annoncé jusqu'au communiqué du 13 décembre 2017 qui donne plusieurs détails sur le nouveau terrain d’accueil, qu’elle situe dans la commune de El Mansouria, dans la province de Benslimane. Le foncier dit ''Béni Amar'' d'une superficie de 50 hectares est déclaré d'utilité publique et sera donc exproprié par l'État moyennant une indemnité. Les propriétaires ont deux mois pour contester le processus.
Le projet fait partie des 14 stades figurant dans la candidature du Maroc pour la Coupe du monde 2026, qui prévoyait la construction d'un autre stade dans l'éco-cité Zenata. Il est alors prévu pour mars 2025 avec une capacité de 93.000 places si le Maroc gagne le vote. Cependant, le 13 juin 2018 à Moscou, les 203 fédérations membres de la FIFA ont privilégié la candidature nord-américaine du Canada, du Mexique et des États-Unis, avec 134 voix contre 65,. Le président du comité de la candidature marocaine Moulay Hafid Elalamy déclare que «Les projets présentés dans le dossier de candidature Maroc 2030 seront réalisés». Le ministre de la jeunesse et des sports Rachid Talbi Alami avait même affirmé auparavant que «quoi qu'il arrive, le Maroc aura 14 stades d'ci 2026».
En avril 2019, une nouvelle étude de programmation urbaine et architecturale est lancée. Le 18 juillet 2019, le quotidien Assabah écrit que l'irréalisme du projet et l’opposition du Haut-Commissariat aux eaux et forêts, du fait du risque de danger pour l'écosystème, ont mené à son arrêt.

### Aboutissement

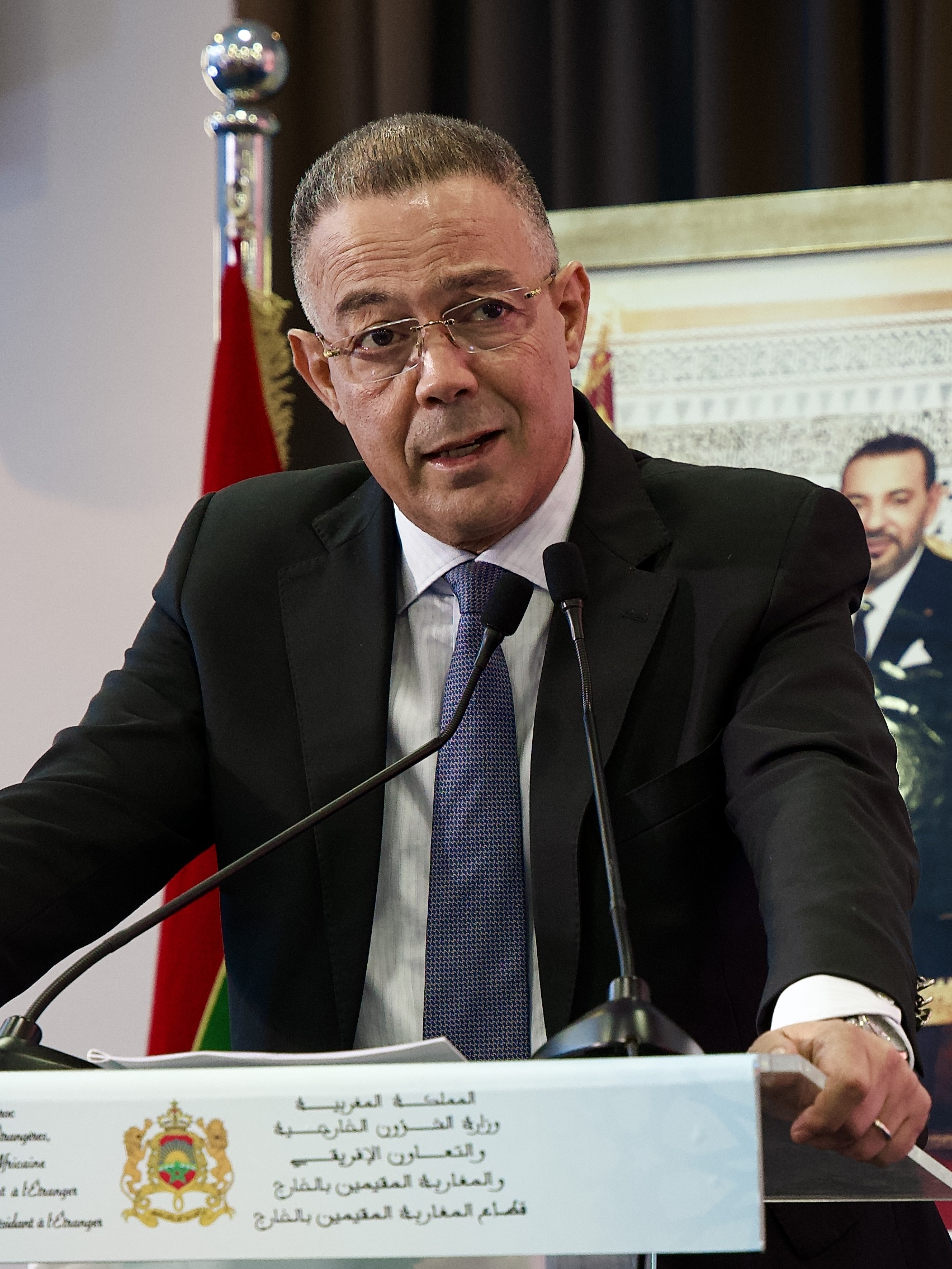
Fouzi Lekjaa, nommé par le roi comme président du Comité Coupe du monde 2030

En octobre 2023, après l'annonce de l'organisation du Maroc de la Coupe d’Afrique des nations 2025 et la Coupe du monde 2030, la construction du stade est enfin confirmée,. Le Maroc veut y accueillir la finale de la Coupe du monde et entre donc en concurrence avec le Santiago Bernabéu et le Camp Nou,.
Le 20 octobre, le gouvernement et la Caisse de dépôt et de gestion signent une convention qui alloue environ 5 milliards de dirhams pour la construction du stade de Casablanca sur la période 2025 - 2028, et qui lance la mise à niveau des stades devant accueillir la CAN et la Coupe du monde 2030. Ainsi, un budget de 9,5 milliards de dirhams sera mobilisé pour conformer six stades avec les normes de la CAF entre 2023 et 2025. Une deuxième mise à niveau sera ensuite opérée entre 2025 et 2028, en conformité avec les normes de la FIFA pour un budget allant de 4,5 à 6 milliards de dirhams,.
Le 28 octobre, lors d'une conférence de presse avec ses homologues espagnol et portugais, le président de la FRMF Fouzi Lekjaa déclare « Les travaux du nouveau stade de Casablanca débuteront fin décembre et s'étendront sur deux ans », avant de préciser que l'enceinte sera mis à la disposition du Raja CA et du Wydad AC.

Le 14 mars 2024, il est annoncé que le groupement conduit par l’architecte marocain Tarik Oualalou a remporté le concours architectural. Le consortium Tarik Oualalou, Populous, M-E Engineers, Maffeis Engineering, Rider Levett Bucknall UK avait déjà été retenu par l'Agence nationale des équipements publics (ANEP), avec six autres groupements, lors de la phase de la présélection en novembre 2023. Chargé de la conception, des études techniques et du suivi des travaux de construction, ce consortium propose un coût estimé de 4,75 millions DH, un taux des honoraires des architectes de 5,7% et un montant de prestation BET de 199,3 millions DH,. Le délai global de réalisation est fixé à 60 mois, soit cinq ans.

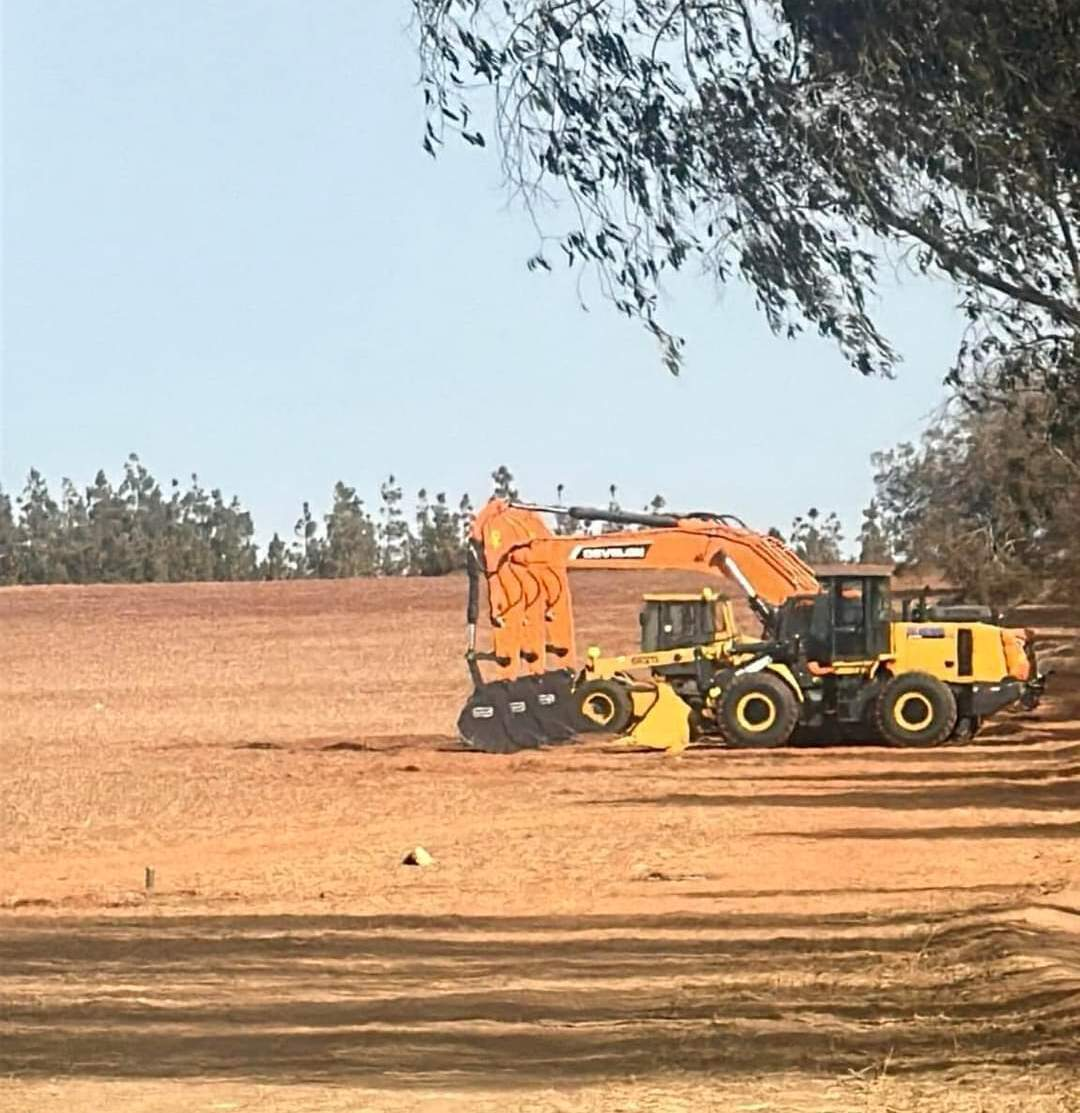
Les travaux de terrassement (août 2024)

### Lancement des travaux
Le 3 juillet 2024, lors d'une réunion au siège de la Wilaya de la région Casablanca-Settat, de nouveaux détails sont dévoilés. Le nom officiel est d'abord révélé, stade Hassan II (roi du Maroc entre 1961 et 1999), et la maquette de la future enceinte sportive dévoilée. Fouzi Lekjaa a souligné à cette occasion que ce « stade sera exceptionnel à tous les égards et constituera le plus grand et le meilleur monument footballistique au monde, contribuant au rayonnement du patrimoine civilisationnel du Royaume ».
Le 12 août, les travaux de terrassement sont lancés. L’ANEP a attribué ce chantier à la Société générale des travaux du Maroc (SGTM) parmi les quatre autres candidats dont notamment la GTR et STAM. Le délai de réalisation de ces travaux est de 4 mois.

## Architecture et aménagement

### Inspirations

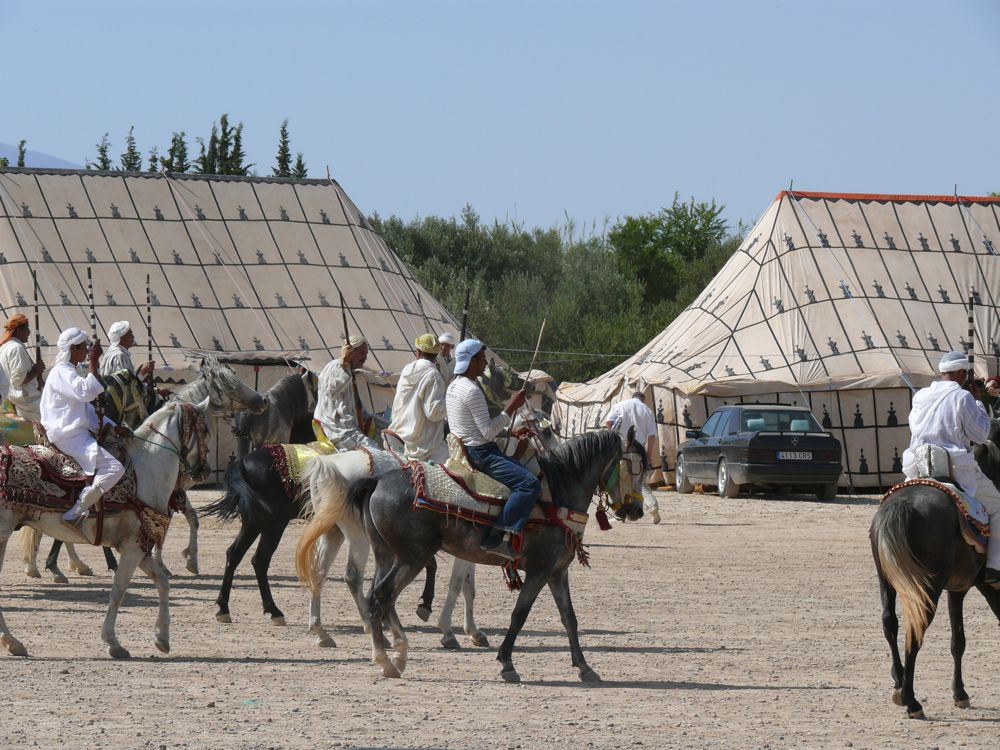
Les tentes traditionnelles marocaines, visibles en arrière plan ici à Guercif, ont inspiré l'architecture du stade

La conception du stade Hassan II est un hommage au riche patrimoine culturel du Maroc, inspiré par les rassemblements coutumiers du Moussem, où les communautés locales célèbrent des événements annuels à caractère religieux, festif ou commercial. Plusieurs Moussems sont centrés autour de la pratique de la Tbourida (ou Fantasia) à l'image du Moussem de Tan-Tan qui est inscrit par l'UNESCO au Patrimoine culturel immatériel de l'humanité. Le design du stade rappelle les tentes traditionnelles marocaines dites « caïdales », alliant tradition et modernité.

Parmi les 600 à 700 Moussems qui existent au Maroc, certains sont très connus tels que le Moussem des cerises, le Moussem des fiançailles et le Moussem des roses. Ils attirent, en plus des tribus locales, des touristes marocains et étrangers. Benslimane ne fait pas exception; le Moussem Sidi M’hammed Ben Slimane rassemble les différents acteurs artistiques pour faire connaître les arts de la région. Son origine remonte en 1719, quand le sultan Moulay Ismaïl ordonna de construire le tombeau du Wali Sidi Mohammed Benslimane (à qui la ville doit son nom) et de lui consacrer un sanctuaire honorable. Il ordonna également l'organisation d'un Moussem estival qui servira de saison de pèlerinage au sanctuaire. Né au XIVe siècle de descendance Idrisside, Sidi Mohammed Benslimane était un érudit religieux qui sillonna le pays jusqu'à ce qu'il s'installe à Oulad Ziane, où il séjourna et y donna naissance à plusieurs enfants, avant de s'installer à Zyayda (Benslimane aujourd'hui), où il mourut.

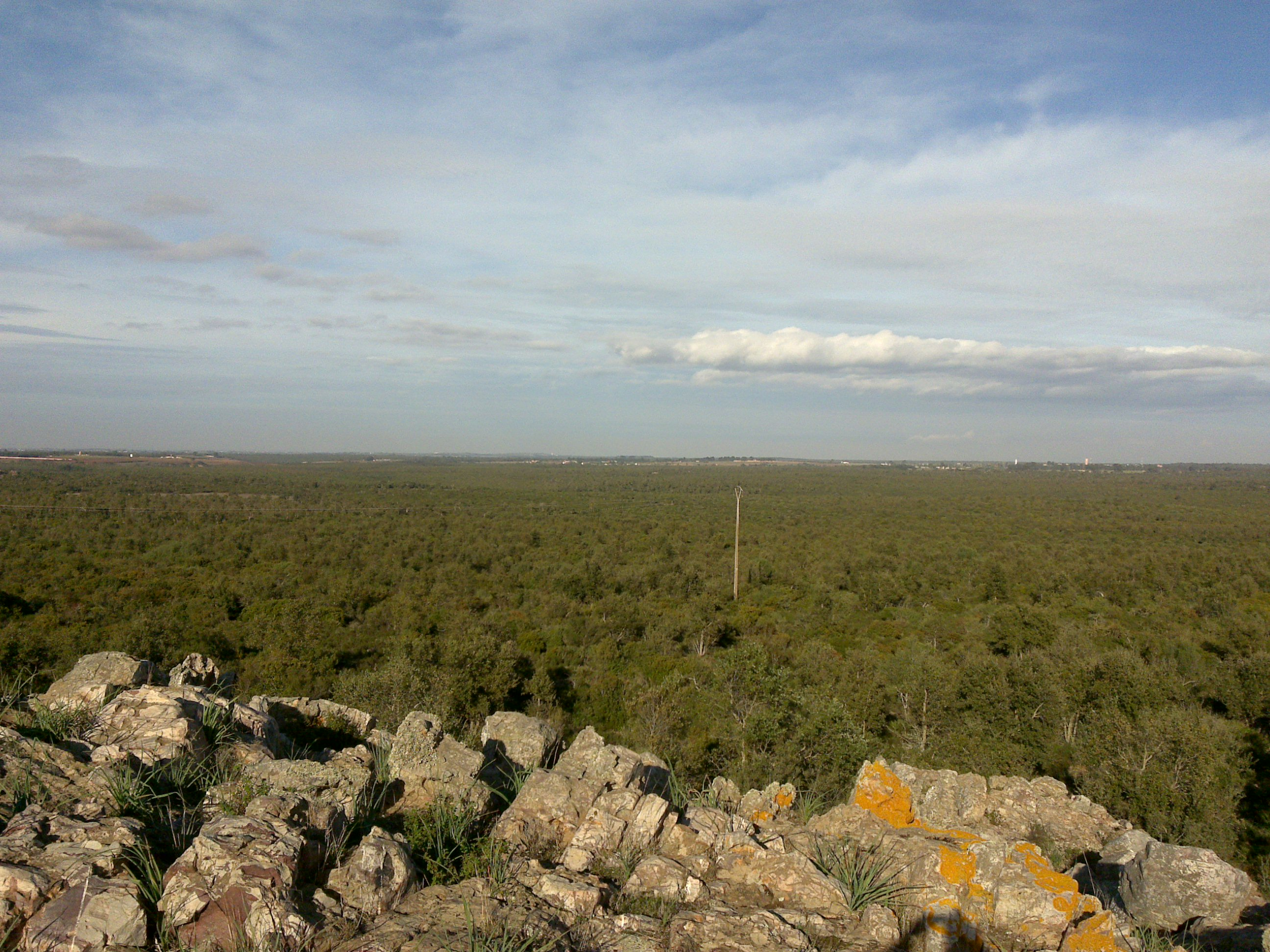
Le complexe est situé à proximité de la forêt de Benslimane

### Environnement
Située à 52 km à l’est de Casablanca, la Forêt de Benslimane s’étale sur une superficie de 58.000 hectares et constitue un immense milieu naturel diversifié. Représentant 25% de la superficie boisée de la région, sa situation entre la côte atlantique et plus à l'intérieur du continent lui confère une diversité floristique, faunistique et écosystémique qui la distingue des autres formations végétales à l'échelle nationale. Elle jouit également d’un cadre environnemental rare constitué de forêts, lacs, grottes, collines, cours d’eau et vallées verdoyantes qui permet l’épanouissement de la faune et la flore. Des plantes comme le chêne-liège, l'eucalyptus, le thuya, et le pin y sont très présents.
La région est connue pour ses randonnées et ses activités d'écotourisme qui permettent de découvrir des espèces rares ou endémiques du Maroc. Les visites des gorges et des cascades sont également très prisés, surtout celles de Ain Laksab et Ain Dakhla.

### Technologie
L'architecture du stade veut présenter les dernières innovations en matière de technologie de terrain, de design et de durabilité, tout en maintenant une harmonie avec l'écosystème voisinant. La structure du stade, placée sous un grand toit translucide en aluminium, va se mélanger au paysage boisé. La géométrie du toit et du bol sera soutenue par un anneau de 32 escaliers, créant des passerelles monumentales avec des jardins luxuriants positionnés sur des plates-formes surélevées, chacune à 28 mètres du sol.
Aux deux extrémités du stade, trois niveaux compacts et abrupts doivent assurer une atmosphère dynamique. Chaque extrémité du stade pourra accueillir 29.500 spectateurs. Cinq niveaux d’hospitalité le long des tribunes principales vont offrir un espace exclusif pour 12.000 visiteurs, incluant des espaces VIP, VVIP, des salons d’hospitalité et une loge royale.

## Moyens d'accès

### Accès routier

#### Accés Actuels
Situé à Benslimane, à mi-chemin entre Casablanca et Rabat, le stade sera pleinement desservie par le réseau routier:
- A1  Autoroute A1
- N1 Route nationale 1 et son intersection avec la Route nationale 23 N23
- 313 Route régionale 313 donnant accès à Mohammédia / Benslimane.

#### Futur Accès
La connexion routière sera davantage enrichie grâce à la construction de l'autoroute continentale de 60 km, qui commencera en 2026, en parallèle de l'actuelle A1. D'autres projets routiers sont également programmés sur une distance totale de 64,3 km, avec l'élargissement de la route, la construction de ponts et d'intersections routières pour faciliter l'accès au stade depuis trois entrés principales. Quatre zones de parking en extérieur sont prévus avec une capacités de 10.463 voitures sur une superficie de 261.321 m2.

### Transport public

#### Futur Transport
Une gare sera située à proximité immédiate du stade Hassan II et proposera à la fois des trains express régionaux (RER) et à grande vitesse (Al Boraq), permettant un voyage rapide vers et depuis Casablanca en 15 minutes, Rabat en 20 minutes et l'aéroport Mohammed-V en 20 minutes.

#### Transport actuel
L'organisation du transport urbain collectif de Casablanca sera organisé comme suit:
- : Tramway avec 73,5 km, 109 stations, 102 rames et une capacité de 53.000 passagers/h.
- BW1 BW2 : Busway avec 24,5 km, 42 stations, 40 bus et une capacité de 7000 passagers/h.
- Casabus : 49 lignes, 700 bus, avec une capacité de 71.000 passager/h.
- 14.700 taxis ayant le points d'attache à Casablanca dont 395 taxis reliant l'aéroport Mohammed-V.

## Complexe sportif
Le stade Hassan II sera au cœur d'un immense complexe sportif de 100 hectares, prévu pour être le deuxième plus grand au monde. Il sera doté d’un stade d’athlétisme d’une capacité de 25 000 spectateurs, quatre terrains d’entraînement, une salle multisports, une salle de gymnastique, une piscine olympique, un centre de conférences et d’expositions, un hôtel, un centre commercial et un parc.
Avec une portée qui va au-delà du football, le centre vise à devenir un centre national de formation et de recherche de haut niveau dans un large éventail de disciplines sportives.